# Faustin Ambassa Ndjodo
Faustin Ambassa Ndjodo (Ekouda, 26 luglio 1964) è un arcivescovo cattolico camerunese, dal 22 ottobre 2016 arcivescovo metropolita di Garoua.

## Biografia
È nato a Ekouda il 26 luglio 1964.

### Formazione e ministero sacerdotale
Dopo aver frequentato il seminario ed essere entrato nella Congregazione del Cuore Immacolato di Maria, ha conseguito una licenza in filosofia presso l'Università cattolica di Lovanio ed è stato ordinato sacerdote il 26 luglio 1997.
Dopo l'ordinazione sacerdotale è stato nominato docente di filosofia in diversi istituti. Dal 2000 al 2001 ha perfezionato i suoi studi a Chicago presso l'Institute of Religious Formation Catholic Theological Union.
Nel 2007 è stato nominato presidente dell'unione dei superiori maggiori del Camerun e successivamente anche presidente della conferenza dei superiori maggiori d'Africa e Madagascar (C.O.S.M.A.M.).

### Ministero episcopale
Il 3 dicembre 2009 papa Benedetto XVI lo ha nominato vescovo di Batouri.
Ha ricevuto l'ordinazione episcopale il 31 gennaio 2010 dalle mani dell'arcivescovo di Douala Samuel Kleda, co-consacranti l'arcivescovo emerito di Bertoua Roger Pirenne e l'arcivescovo di Bertoua Joseph Atanga.
Il 22 ottobre 2016 papa Francesco lo ha promosso arcivescovo metropolita di Garoua.
Fino al 7 luglio 2018, giorno della presa di possesso del suo successore, è stato amministratore apostolico di Batouri.

## Genealogia episcopale
La genealogia episcopale è:
- Cardinale Scipione Rebiba
- Cardinale Giulio Antonio Santori
- Cardinale Girolamo Bernerio, O.P.
- Arcivescovo Galeazzo Sanvitale
- Cardinale Ludovico Ludovisi
- Cardinale Luigi Caetani
- Cardinale Ulderico Carpegna
- Cardinale Paluzzo Paluzzi Altieri degli Albertoni
- Papa Benedetto XIII
- Papa Benedetto XIV
- Papa Clemente XIII
- Cardinale Enrico Benedetto Stuart
- Papa Leone XII
- Cardinale Chiarissimo Falconieri Mellini
- Cardinale Camillo Di Pietro
- Cardinale Mieczysław Halka Ledóchowski
- Cardinale Jan Maurycy Paweł Puzyna de Kosielsko
- Arcivescovo Józef Bilczewski
- Arcivescovo Bolesław Twardowski
- Arcivescovo Eugeniusz Baziak
- Papa Giovanni Paolo II
- Cardinale Christian Wiyghan Tumi
- Arcivescovo Samuel Kleda
- Arcivescovo Faustin Ambassa Ndjodo, C.I.C.M.